# Ludwig Sütterlin (Grafiker)

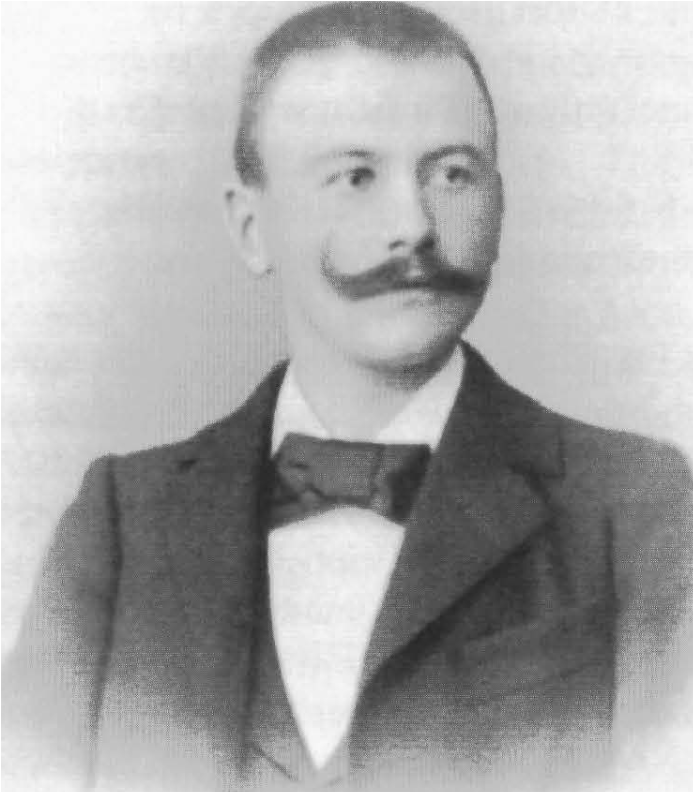
Ludwig Sütterlin

Karl Ludwig Sütterlin (* 23. Juli 1865 in Lahr im Schwarzwald; † 20. November 1917 in Berlin) war ein deutscher Grafiker, Buchgestalter, Kunstgewerbler, Schriftgestalter und Pädagoge und der Entwickler der Sütterlinschrift.

## Leben
Ludwig Sütterlin war der Sohn des Kartonagers Daniel Sütterlin und von Sophie, geb. Seybel. Er wuchs zusammen mit seinen Geschwistern Ernst und Sophie in Lahr auf. Sein Bruder Karl-Friedrich war früh verstorben. Von 1871 bis 1879 besuchte er die Volksschule Lahr und absolvierte danach von 1879 bis 1884 eine Lithographenlehre im Ort. Im Anschluss war er ab 1884 als Lithograph erst in Frankfurt a. M. und ab 1888 in Berlin tätig. Am Berliner Kunstgewerbemuseum war er ein Schüler des Grafikers Emil Döpler, der den damals neuen deutschen  Reichsadler entworfen hatte, und des Historienmalers Max Friedrich Koch. Sütterlin schuf viel beachtete Entwürfe für Plakate (unter anderem das „Hammerplakat“ der Berliner Gewerbeausstellung 1896), Gläser („Sütterlin-Vasen“) und Lederarbeiten. 1902 gestaltete er die Prachtbände Marksteine aus der Weltliteratur in Originalschriften, was ihm zusätzliche Aufmerksamkeit eintrug. Er lehrte von 1904 bis 1917 an der Unterrichtsanstalt des Königlichen Kunstgewerbemuseums zu Berlin, den späteren Vereinigten Staatsschulen für freie und angewandte Kunst, an denen er auch Lehrgänge in künstlerischer Schrift abhielt, außerdem gab er Fachunterricht für Buchdrucker an der Handwerksschule in Berlin. Im November 1917 wurde Sütterlin zum Professor an der Unterrichtsanstalt des Königlichen Kunstgewerbemuseums ernannt, starb aber überraschend am 20. November 1917 im Alter von 52 Jahren.

Beispiele für die Arbeiten von Ludwig Sütterlin
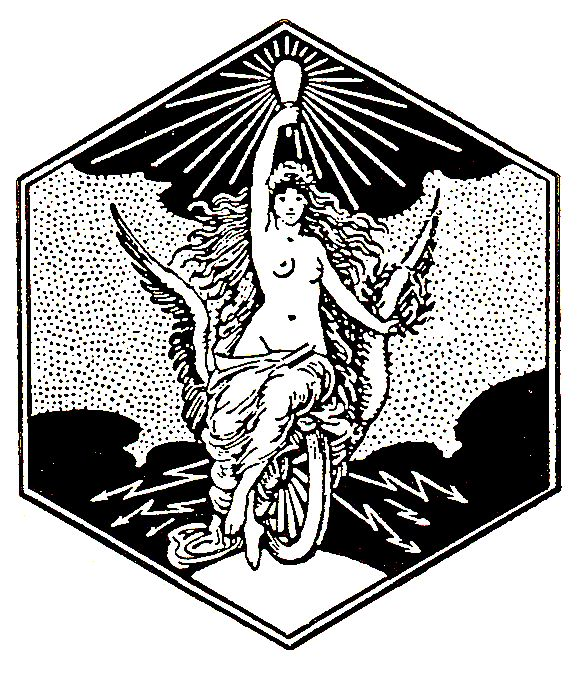
Das erste Markenzeichen für die AEG, 1894
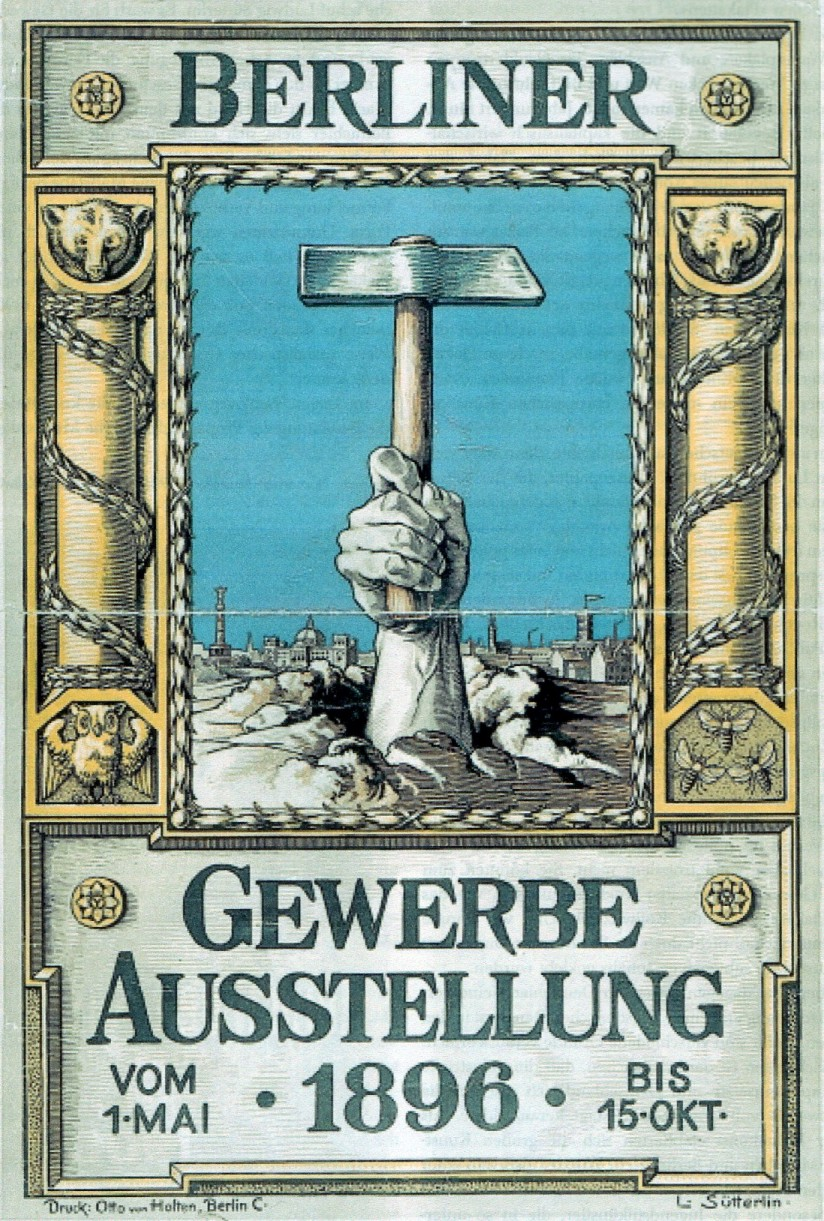
Das sogenannte Hammer-Plakat, 1896
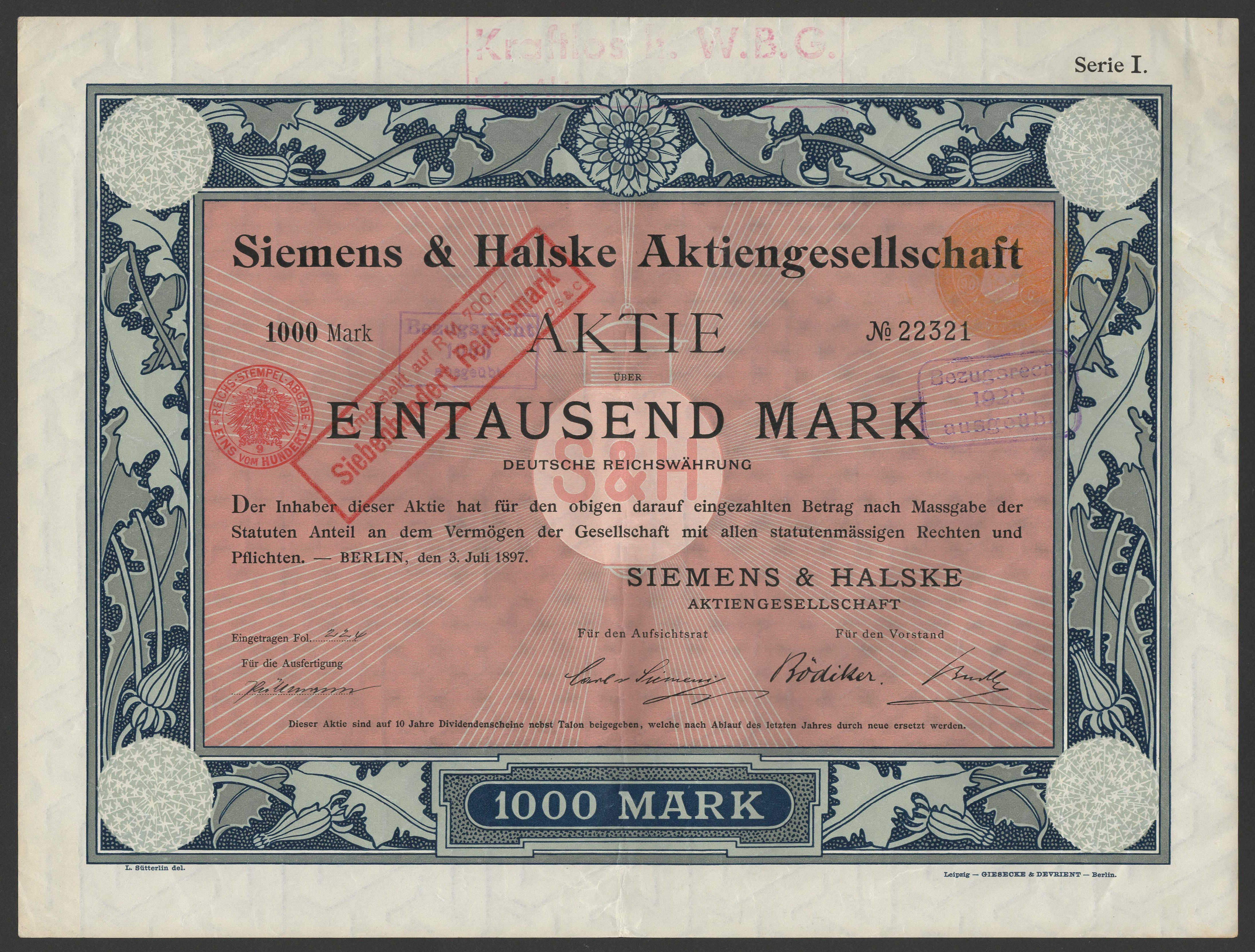
Die Gründungsaktie von Siemens & Halske, 1897
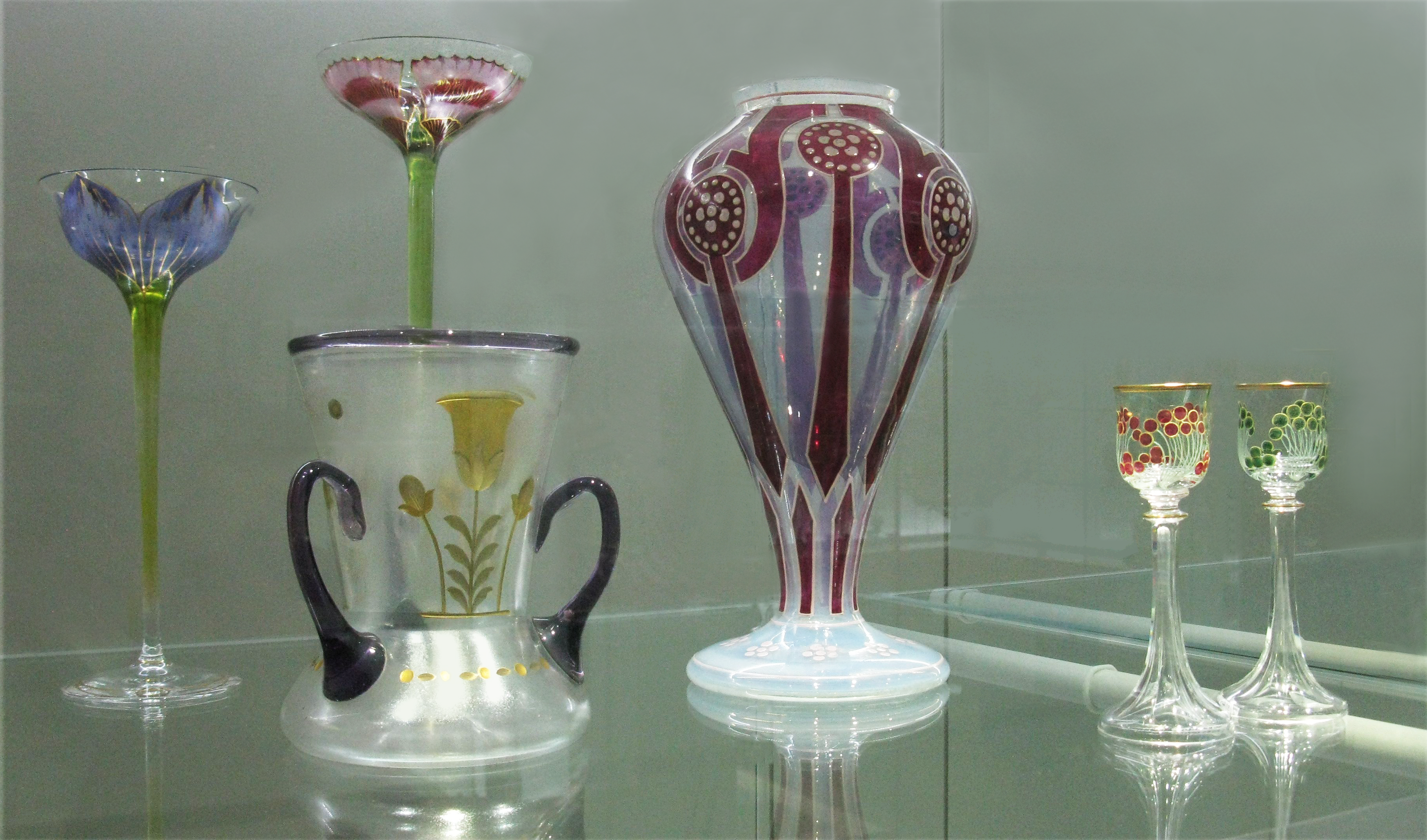
Glasgestaltung für die Glashütte  Fritz Heckert, 1900–1910
Titelblattgestaltung im Auftrag von J. Baensch-Drugulin, 1902

## Sütterlins Ausgangsschriften für die Schule

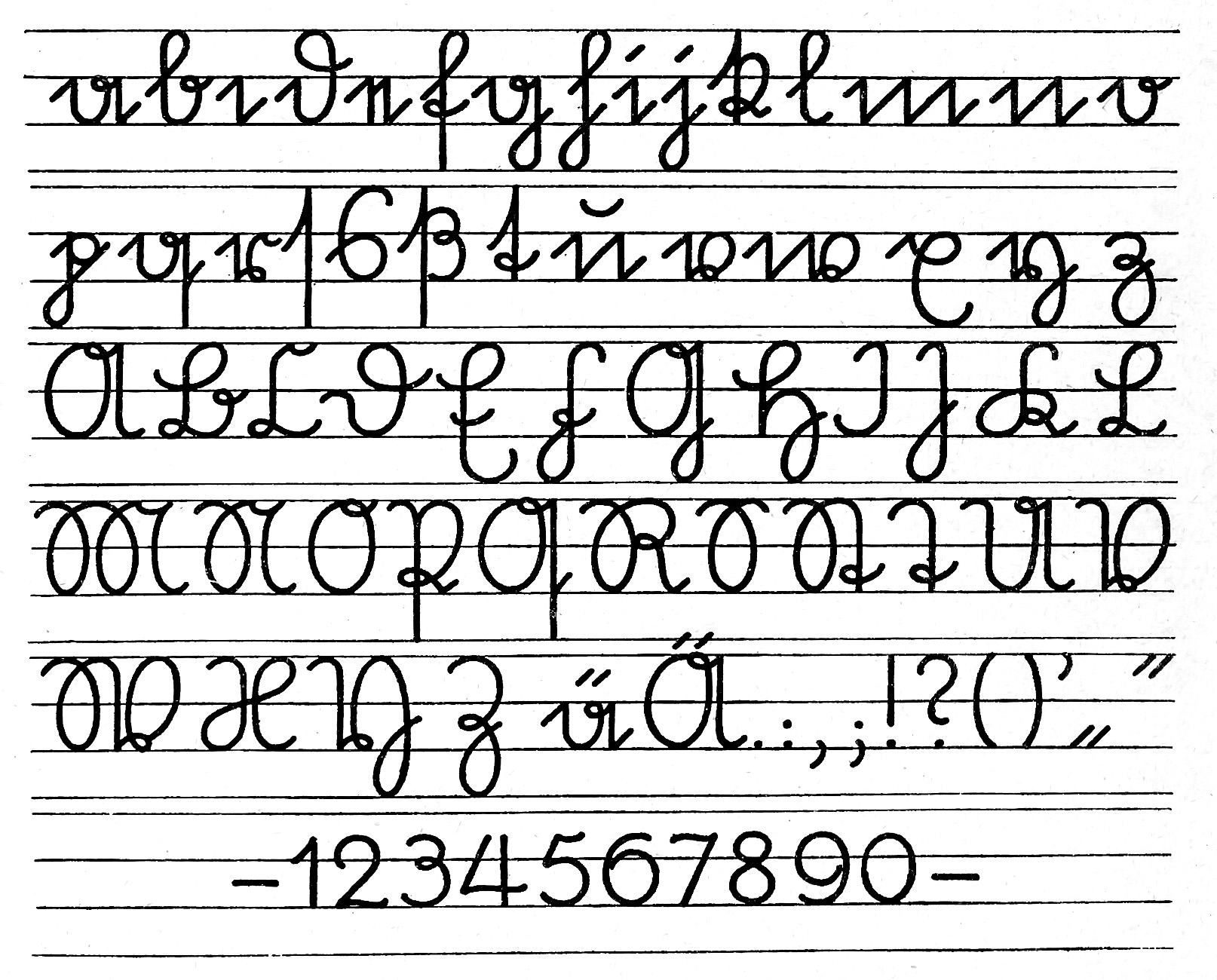
Deutsche Ausgangsschrift (1915–1941)

1911 entwickelte Ludwig Sütterlin im Auftrag des preußischen Kultusministeriums aus der bis dahin gebräuchlichen Deutschen Kurrentschrift (auch „Eckenschrift“, in der Fassung von 1911) eine vereinfachte deutsche und eine lateinische Ausgangsschrift, die vom Jugendstil beeinflusst war, keine Schattierungen mehr enthielt (wie sie für das Zeitalter des Schreibens mit Gänsefedern typisch waren) und das Erlernen in den Schulen erheblich erleichterte. So entwarf Sütterlin zur besseren Handhabung Schnörkel, Bögen und Zacken. Der charakteristische „Schwellzug“ beim Schreiben mit Gänsekielen, mit eleganten, aber schwierigen Haar- und Schattenstrichen hatte eine unnatürliche Handhaltung, wechselnden Schreibdruck und damit viel Übung erfordert, woran Grundschüler oft scheiterten.
Sütterlin griff stattdessen Gedanken des von ihm geschätzten Schriftreformers Rudolf von Larisch (1856–1934) auf und entwickelte eine kindgerechtere Methode für Schreibanfänger: Als elementares Schreibwerkzeug diente eine Gleichzug- oder Redisfeder, die ohne Druckwechsel eine einheitliche Strichstärke erzeugte. Alle Buchstaben standen senkrecht und waren geometrisch aus Geraden und Kreisformen zusammengesetzt.
Die Schrift wurde 1914 dem preußischen Kultusminister und einem Sachverständigenausschuss vorgelegt, von diesen für tauglich befunden und mit einem Erlass vom 8. Juli 1915 in Preußen zunächst probeweise eingeführt, schließlich mit einem weiteren Erlass vom 13. Juni 1918 für ganz Preußen für verbindlich erklärt (Thüringen 1929, Hessen 1930, Baden und Danzig 1931). Sütterlin selbst sagte über seine Schrift: „Unsere neuen Buchstaben wollen weiter nichts sein als schlichte Vorbilder für den Anfangsunterricht, die an die kindliche Auffassungs- und Darstellungsfähigkeit nur geringe Anforderungen stellen. Sie wollen die Grundlage sein, auf der im Verlaufe der Unterrichtsjahre die weitere Entwicklung zu flüssigen, schönen und deutlichen Handschriften sich vollziehen kann.“ Ab 1935 stand die Schrift auf dem Lehrplan und wurde bis zum Verbot der gebrochenen Schriften durch den Schrifterlass 1941 in den Schulen verwendet. Als Ausgangsschrift wurde nach dem Verbot der deutschen Schrift ab 1942 in den Schulen die lateinische Schrift in einer Variante eingeführt, die Deutsche Normalschrift  genannt wurde. Ab 1953 wurde diese in Westdeutschland durch die Lateinische Ausgangsschrift (LA) ersetzt, die vom Iserlohner Schreibkreis aus der Deutschen Normalschrift entwickelt worden war, welche wiederum auf Sütterlins Lateinische Ausgangsschrift zurückging.